# Gustavo Adolfo, Duque da Bótnia Ocidental
Gustavo Adolfo Óscar Frederico Artur Edmundo (Estocolmo, 22 de abril de 1906 – Copenhague, 26 de janeiro de 1947) foi um príncipe da Suécia.
Está na lista de bisnetos da rainha Vitória I do Reino Unido dado que sua mãe era a princesa Margarida de Connaught.

## Biografia
Sendo o primeiro nascido do casamento do príncipe Gustavo Adolfo, Príncipe Herdeiro da Suécia (depois rei Gustavo VI Adolfo) e a sua primeira esposa, a princesa Margarida de Connaught. Quando nasceu, ele era o segundo na linha de sucessão ao trono, logo depois de seu pai.
Ele é pai do atual rei reinante Carlos XVI Gustavo da Suécia; sendo assim o avô paterno da princesa Vitória, Princesa Herdeira da Suécia, o príncipe Carlos Filipe, Duque da Varmlândia e a princesa Madalena, Duquesa da Helsíngia e Gestrícia.

## Casamento e família
Gustavo Adolfo casou-se em 19 de outubro de 1932 com sua prima, a princesa Sibila de Saxe-Coburgo-Gota, filha do príncipe Carlos Eduardo, Duque de Saxe-Coburgo-Gota e da princesa Vitória Adelaide de Eslésvico-Holsácia-Sonderburgo-Glucksburgo. Sibila também era uma bisneta da rainha Vitória do Reino Unido, por ser uma neta do príncipe Leopoldo, Duque de Albany. Eles tiveram cinco filhos:
- Margarida (n. 1934), casou-se com John Ambler, perdendo o tratamento de Sua Alteza Real.
- Brígida (1937-2024), casou-se com o príncipe João Jorge de Hohenzollern.
- Desidéria (n. 1938), casou-se com o barão Nils August Silfverschiöld, perdendo o tratamento de Sua Alteza Real.
- Cristina (n. 1943), casou-se com Tord Magnuson, perdendo o tratamento de Sua Alteza Real.
- Rei Reinante Carlos XVI Gustavo (n. 1946), casou-se com a alemã-brasileira Sílvia Renate Sommerlath.
  - SAR a princesa Vitória, Princesa Herdeira da Suécia (neta)
    - SAR a princesa  Estelle, Duquesa da Gotalândia Oriental
    - SAR o príncipe Óscar, Duque da Escânia

  - SAR o príncipe Carlos Filipe, Duque da Varmlândia (neto)
    - SAR o príncipe Alexandre, Duque de Sudermânia
    - SAR o príncipe Gabriel, Duque de Dalarna

  - SAR a princesa Madalena, Duquesa da Helsíngia e Gestrícia (neta)
    - SAR a princesa Leonor, Duquesa da Gotlândia
    - SAR o príncipe Nicolau, Duque de Angermânia
    - SAR a princesa Adriana, Duquesa de Blecíngia